# Якушева, Татьяна Ивановна
Татьяна Ивановна Якушева — советский хозяйственный деятель, Герой Социалистического Труда.

## Биография
Родилась в 1905 году в одной из губерний Российской империи на территории современной Грузии. Член КПСС.
В 1930—1941 — доярка, бригадир животноводческой бригады колхоза села Саратовка Калининского района Армянской ССР.
В 1941—1945 — председатель Саратовского сельского Совета.
В 1946—1968 — телятница колхоза села Саратовка Калининского района Армянской ССР.
Указом Президиума Верховного Совета СССР от 22 марта 1966 года присвоено звание Героя Социалистического Труда с вручением ордена Ленина и золотой медали «Серп и Молот».
Делегат XXII съезда КПСС.
Жила в Армянской ССР.

## Награды и звания
- Герой Социалистического Труда (22.03.1966)
- Орден Ленина (22.03.1966)